# Auriesville (New York)

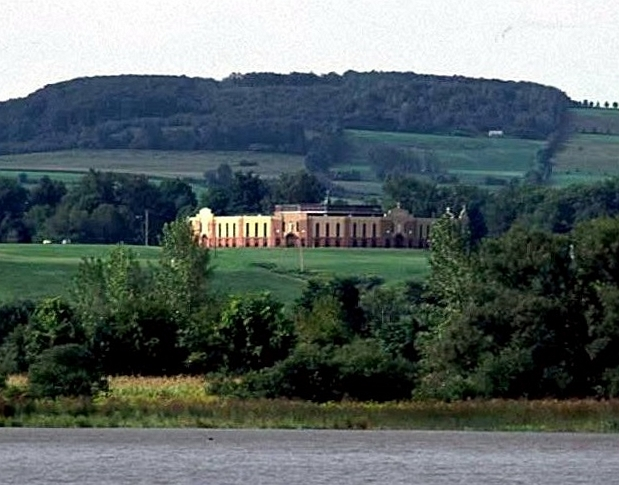
Der National Shrine of the North American Martyrs in Auriesville (New York) mit dem Mohawk River im Vordergrund.

Auriesville ist ein Ortsteil im Nordosten der Stadt Glen im Montgomery County (New York) in den Vereinigten Staaten. Er erstreckt sich am südlichen Ufer des Mohawk River etwa 60 Kilometer westlich der Hauptstadt Albany (New York).
Der Name des Ortes Auriesville soll vom letzten überlebenden Einwohner der Mohawk-Siedlung, Auries, stammen.
Der Ort ist bekannt durch den National Shrine of the North American Martyrs, eine Wallfahrtskirche für drei der kanadischen Märtyrer, die in der Mohawk-Siedlung Ossernenon, 15 Kilometer westlich von Auriesville, rituell gefoltert und getötet wurden. Bei ihnen handelte es sich um die jesuitischen Missionare René Goupil († 1642), Isaac Jogues († 1646) und Jean de Lalande († 1646).

## Geschichte
Es wurde lange vermutet, dass Auriesville auf dem Gebiet der Siedlung Ossernenon errichtet wurde. Aber nach Dean R. Snow und anderen Archäologen des späten 20. Jahrhunderts lag das historische Ossernenon etwa 9 Meilen westlich des heutigen Ortsteils. Archäologen bezeichnen die Fundstelle als die Bauder site.
Erst seit dem späten 19. Jahrhundert entwickelte sich die katholische Tradition, Auriesville mit der Siedlung Ossernenon zu verbinden, wo die französischen Missionare 1642 und 1646 den Märtyrertod starben.

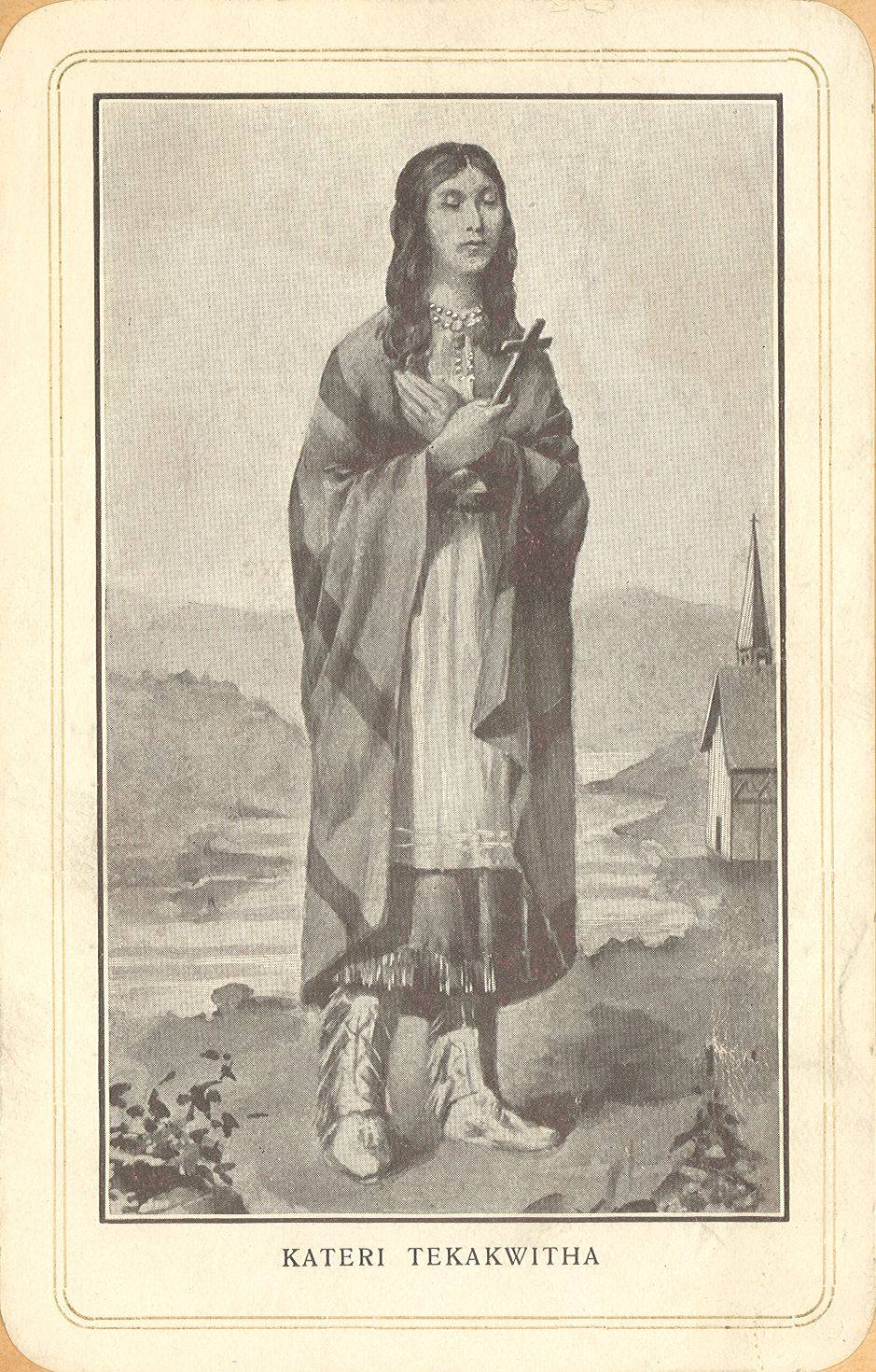
Die heilige Kateri Tekawitha auf einem Gebetsbild.

Ossernenon soll weiterhin der Geburtsort von Kateri Tekakwitha gewesen sein. Sie war ein junges Mädchen, dessen Ruf als Mohawk-Jungfrau sich seit dem 17. Jahrhundert verbreitete. Sie wurde 2012 von der römisch-katholischen Kirche als erste amerikanische Ureinwohnerin heiliggesprochen. Zu diesem Festakt reisten über 2000 Ureinwohner nach Rom, von denen die Mehrheit Mohawk waren.
Archäologen vermuten das Dorf, in dem sie aufwuchs, Caughnawaga (auch Gandawaga), auf der Nordseite des Mohawk River. Dieser Fundort wird als Freeman site bezeichnet. Er liegt westlich des heutigen Fonda. Dort sollen die Jesuiten ein Missionsdorf aufgebaut haben, das heute als Kahnawake bekannt ist, von wo aus sie ab 1718 an der Missionierung der Irokesen arbeiteten. Kahnawake ist heute anerkannt als Indianerreservat der Mohawk, innerhalb der Grenzen Québecs.

### Die Mohawk-Siedlung Ossernenon
Die Mohawk-Siedlung Ossernenon wurde etwa 1666 in einem Vergeltungsüberfall für den Mord an den französischen Missionaren zerstört. Danach geriet der exakte Ort der Siedlung in Vergessenheit, wird heute aber westlich von Auriesville vermutet.
Zwischen 1655 und 1658 berichtete Simon Le Moyne von mehreren Reisen, die er von Québec nach Ossernenon unternahm, um Frieden mit den Mohawk auszuhandeln. Einige Mohawk verließen Ossernenon und gründeten etwa 1659 die Siedlung Caughnawaga.
1666 führte der Marquis de Tracy eine Vergeltungsmission gegen die Mohawk durch. Er ließ Ossernenon und zwei weitere Siedlungen zerstören. Die Franzosen zwangen die Mohawk, jesuitische Missionare zu akzeptieren und aufzunehmen. In den folgenden Jahren etablierte sich dort, wo heute Auriesville liegt, eine dauerhafte Mission der Jesuiten. Vater Boniface, James de Lamberville, Jacques Frémin, Bruyas, Jean Pierron und andere führten die Mission fort, bis die Mohawk sie 1684 zerstörten.
Der exakte Ort von Ossernenon wurde mehrfach von Fachleuten diskutiert. Nach der Zerstörung durch die Franzosen in den 1660er Jahren wurde der Ort langsam vergessen. Im 19. Jahrhundert vermuteten John Gilmary Shea und Gen. J. S. Clarke von Auburn den Ort des Martyriums in Auriesville. Sie nutzten Beschreibungen und Karten von Zeitgenossen der Märtyrer und kamen zu dem Schluss, dass die Siedlung auf der Südseite des Mohawk River und westlich des Schoharie Creek gelegen haben muss.
Dieses Ergebnis wurde im 20. Jahrhundert von Archäologen bestritten, da sie durch Ausgrabungen die Siedlung etwa 15 Kilometer westlich von Auriesville entdeckten.

## Gedenken

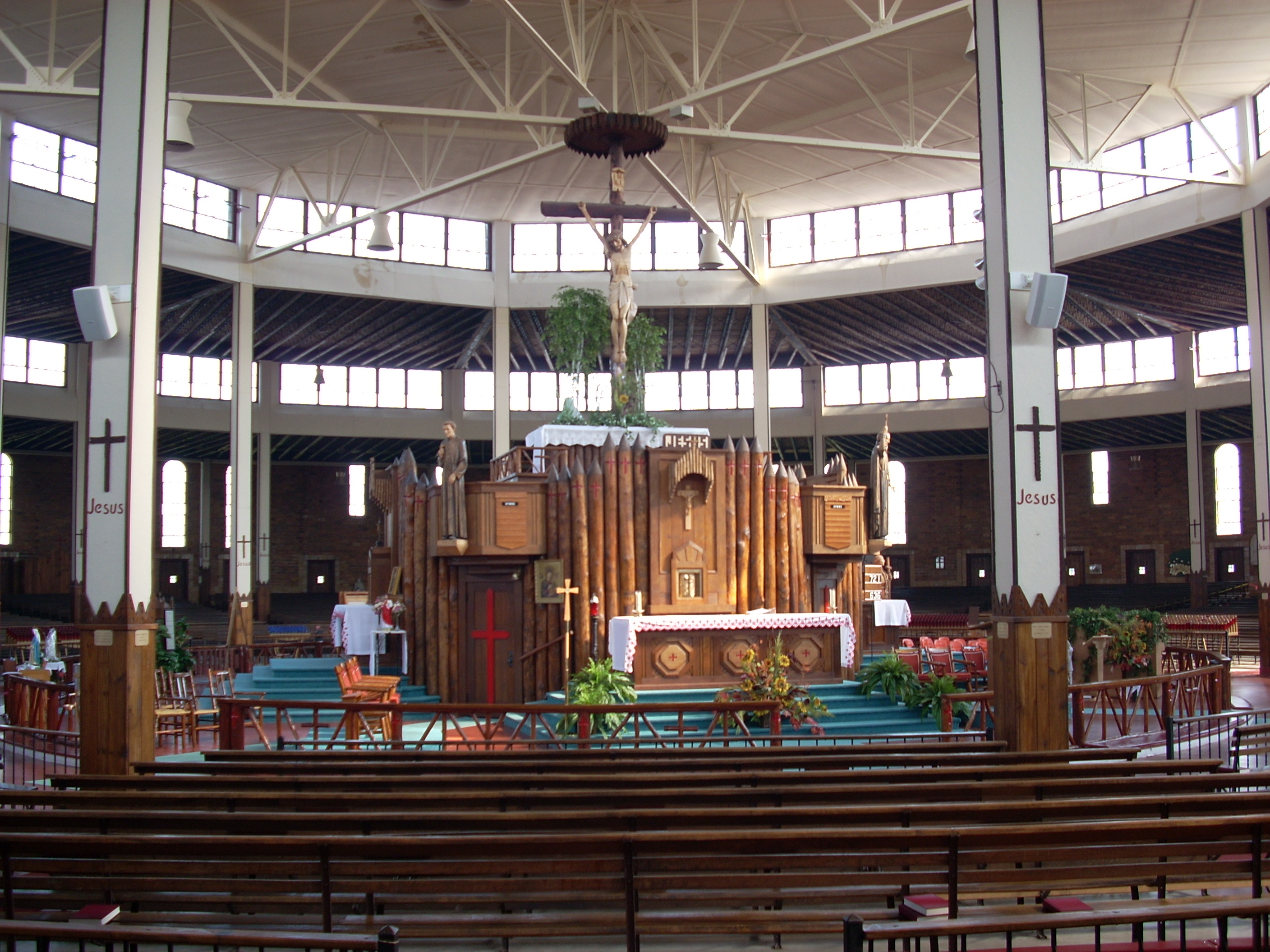
Innenraum des National Shrine of the North American Martyrs in Auriesville (New York).

1884 kaufte der Jesuit Joseph Loyzance, damals in der Pfarrei St. Joseph in Troy (New York), Land auf einem Hügel in Auriesville. Dort errichtete er eine kleine Kirche mit der Bezeichnung Our Lady of Martyrs (deutsch: Unsere Frau der Märtyrer). Im August desselben Jahres begann er Wallfahrten dorthin zu organisieren. Am 15. August, dem Fest Mariä Himmelfahrt, pilgerten 4000 Menschen von Albany und Troy nach Auriesville.
Andere katholische Pfarreien übernahmen danach die Tradition, Auriesville im Sommer zu besuchen. Die katholische Kirche kaufte Land hinzu, um die Bebauung der direkten Umgebung zu verhindern. Nach der Heiligsprechung der Märtyrer im Jahr 1930 wurde dort der National Shrine of the North American Martyrs gebaut, der auch dem Gedächtnis der weiteren jesuitischen Märtyrer der Gegend gewidmet ist. Es ist ein großes kolosseumartiges Heiligtum, das Platz für 6000 Menschen bietet.